# 165P/LINEAR
La cometa LINEAR 10, formalmente 165P/LINEAR, è una cometa periodica scoperta da LINEAR: al momento della scoperta fu ritenuta un asteroide, ma poco tempo dopo fu notata la sua natura cometaria.
La cometa fa parte delle Halleidi, un gruppo di comete con periodi dell'ordine delle decine di anni che ha preso il nome dalla famosa Halley.